# Pseudocoremia argentaria
Pseudocoremia argentaria är en fjärilsart som beskrevs av Alfred Philpott 1913. Pseudocoremia argentaria ingår i släktet Pseudocoremia och familjen mätare. Inga underarter finns listade i Catalogue of Life.